# Hessigkofen

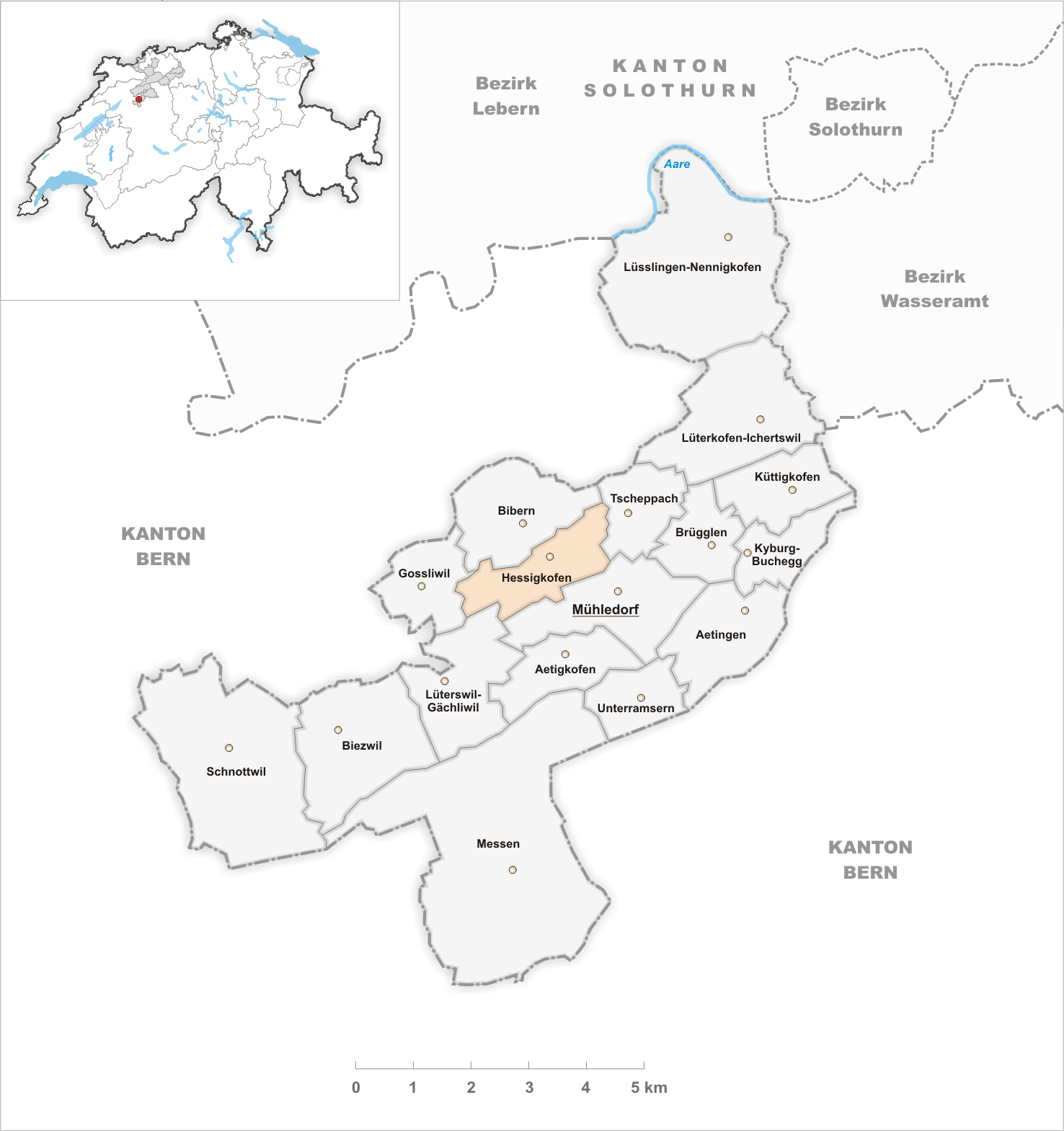
Gemeindestand vor der Fusion am 1. Januar 2014

Hessigkofen ist ein Dorf in der Gemeinde Buchegg im Schweizer Kanton Solothurn.
Bis zum 31. Dezember 2013 war Hessigkofen eine eigenständige Einwohnergemeinde. Am 1. Januar 2014 fusionierte Hessigkofen mit den damaligen Gemeinden Aetigkofen, Aetingen, Bibern, Brügglen, Gossliwil, Küttigkofen, Kyburg-Buchegg, Mühledorf und Tscheppach zur neuen Gemeinde Buchegg.

## Geographie
Hessigkofen liegt auf 589 m ü. M., neun Kilometer südwestlich des Kantonshauptortes Solothurn (Luftlinie). Das Haufendorf erstreckt sich an aussichtsreicher Lage auf einer Krete südlich des Biberentals, im Zentrum des Bucheggberges, im Solothurner Mittelland.
Die Fläche des 2,3 km² grossen Gemeindegebiets umfasst einen Abschnitt der Molassehöhen des Bucheggberges. Das Gebiet wird von der Höhe von Hessigkofen eingenommen, die sich allmählich gegen Osten abdacht und zum Mühlebach entwässert wird. Auf ihrer Südseite wird die Hochfläche von den Hügeln Aspli (mit 623 m ü. M. die höchste Erhebung von Hessigkofen) und Wallisberg (613 m ü. M.) flankiert. Nach Norden senkt sie sich zum Biberental, von dem jedoch nur der obere Talhang noch zu Hessigkofen gehört. Im Westen erstreckt sich der Gemeindeboden über das Plateau in den Gemeindewald (Schwallerhölzli) und reicht hier bis an den Oberlauf des Biberenbaches. Von der Gemeindefläche entfielen 1997 11 % auf Siedlungen, 33 % auf Wald und Gehölze und 56 % auf Landwirtschaft.
Zu Hessigkofen gehören einige Einzelhöfe.

## Bevölkerung
Mit 270 Einwohnern (Stand 31. Dezember 2013) gehörte Hessigkofen zu den kleinen Gemeinden des Kantons Solothurn. Von den Bewohnern sind 99,2 % deutschsprachig und 0,4 % sprechen Französisch (Stand 2000). Die Bevölkerungszahl von Hessigkofen belief sich 1850 auf 183 Einwohner, 1900 auf 210 Einwohner. Im Verlauf des 20. Jahrhunderts wurde insgesamt ein leichter Bevölkerungsrückgang registriert. Seit etwa 1960 (181 Einwohner) verzeichnet das Dorf jedoch wieder eine kontinuierliche Bevölkerungszunahme.

## Wirtschaft

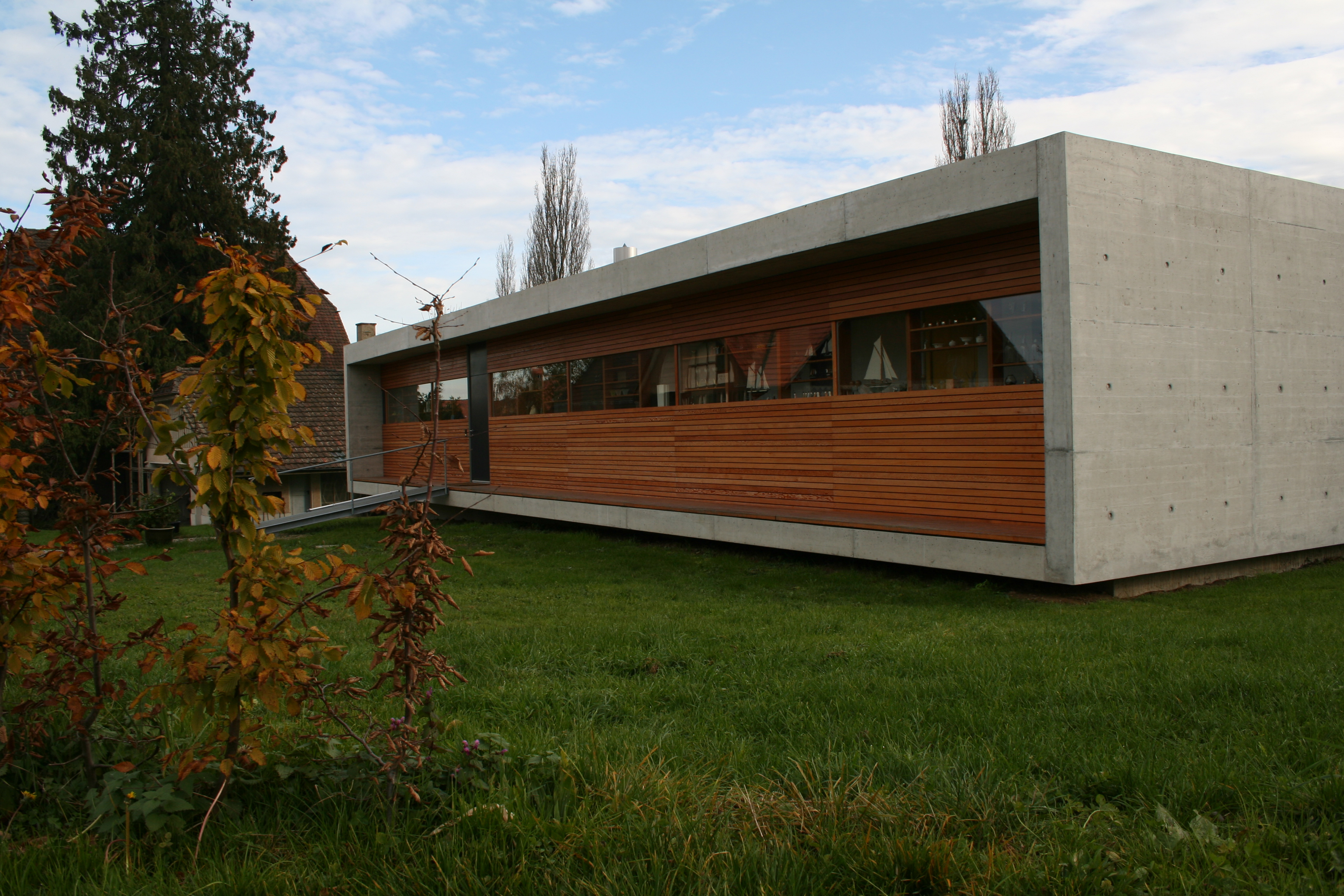
Modernes Wohnhaus an der Hauptstrasse

Hessigkofen war bis in die zweite Hälfte des 20. Jahrhunderts ein vorwiegend durch die Landwirtschaft geprägtes Dorf. Noch heute haben der Ackerbau und der Obstbau sowie die Viehzucht einen wichtigen Stellenwert in der Erwerbsstruktur der Bevölkerung. Weitere Arbeitsplätze sind im lokalen Kleingewerbe und im Dienstleistungssektor vorhanden, unter anderem in einem Betrieb des Maschinenbaus, in einer Schlosserei und in einem Druckatelier. Hessigkofen ist Standort der Kreisschule des Bucheggberges. In den letzten Jahrzehnten hat sich das Dorf auch zu einer Wohngemeinde entwickelt. Viele Erwerbstätige sind deshalb Wegpendler, die hauptsächlich in den Regionen Solothurn und Grenchen arbeiten.

## Verkehr

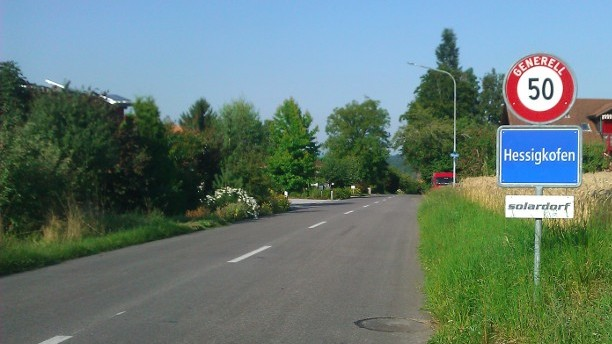
Dorfeingang von Hessigkofen (aus Richtung Schnottwil)

Die ehemalige Gemeinde liegt abseits der grösseren Durchgangsstrassen an einer Verbindungsstrasse von Lohn-Ammannsegg nach Schnottwil. Der nächste Anschluss an die Autobahn A5 befindet sich rund 7 km vom Ortskern entfernt. Durch einen Postautokurs, welcher die Strecke vom Bahnhof Lohn-Lüterkofen nach Schnottwil bedient, sowie durch den Rufbus Bucheggberg ist Hessigkofen an das Netz des öffentlichen Verkehrs angeschlossen.

## Geschichte
Das Gemeindegebiet von Hessigkofen war schon sehr früh bewohnt, was durch Überreste von Mauerfundamenten einer römischen Siedlung nachgewiesen werden konnte. Die erste urkundliche Erwähnung des Ortes erfolgte 1034 unter dem Namen Esikouven. Jüngere Schreibvarianten sind Hessenkofen (1334) und Hessikofen (1341). Der Ortsname geht auf den althochdeutschen Personennamen Hadiso oder Hesso zurück. Mit dem Suffix -igkofen bedeutet er so viel wie «bei den Höfen der Leute des Hadiso/Hesso».
Seit dem Mittelalter unterstand Hessigkofen der Herrschaft Buchegg, die Teil der Landgrafschaft Burgund war, 1391 von Solothurn erworben und zur Vogtei Bucheggberg umgewandelt wurde. Bis 1798 lag die hohe Gerichtsbarkeit beim bernischen Landgericht Zollikofen, während Solothurn mit dem Gerichtsort Aetingen die niedere Gerichtsbarkeit ausübte. Nach dem Zusammenbruch des Ancien Régime (1798) gehörte Hessigkofen während der Helvetik zum Distrikt Biberist und ab 1803 zum Bezirk Bucheggberg.

## Sehenswürdigkeiten
Der Ortskern von Hessigkofen zeichnet sich durch zahlreiche charakteristische Bauernhäuser (Fachwerkbauten) aus dem 17. bis 19. Jahrhundert aus und gehört zu den Dorfbildern von nationaler Bedeutung. Kirchlich gehört Hessigkofen zur Kirchgemeinde Aetingen-Mühledorf. Im Gemeindewald nahe bei Gächliwil befindet sich ein mächtiger erratischer Block.

## Wappen
Blasonierung
In Gelb über grünem Dreiberg schwebende rote vierblättrige Rose mit gelbem Butzen und grünen Kelchblättern
Die Rose spielt auf das Wappen der Grafen von Buchegg an.